# Anomala stigmatipennis
Anomala stigmatipennis är en skalbaggsart som beskrevs av Ohaus 1916. Anomala stigmatipennis ingår i släktet Anomala och familjen Rutelidae. Inga underarter finns listade i Catalogue of Life.